# Francisco Javier de Ulloa y Remírez de Laredo
Francisco Javier de Ulloa y Remírez de Laredo (Isla de León, avui San Fernando (Cadis), 17 d'agost de 1777 – Madrid, 1855) va ser un militar i polític espanyol, ministre durant la minoria d'Isabel II d'Espanya.

## Biografia
Era fill del marí Antonio de Ulloa i de la dama Francisca Remírez de Laredo y Encalada, filla del I comte de San Javier i Casa Laredo. En 1787 ingressà com a guardiamarina i ingressà a l'Orde de Sant Joan de Jerusalem. El 1790 ascendí a alferes de fragata i el 1793 va participar en el desembarcament de Toló. El 1794 ascendí a alferes de navili el 1797 va prendre part en el combat del cap de São Vicente i en la defensa de Cadis sota les ordres de Mazarredo. En 1802 ascendí a tinent de fragata i en 1805 va combatre en la batalla de Trafalgar a bord del Príncipe de Asturias amb Federico Gravina. Va combatre a la guerra del francès i durant les guerres d'independència hispanoamericanes participà en l'atac a Buenos Aires i Montevideo. El 1811 fou ascendit a capità de fragata, el 1822 a capità de navili i el 1825 a brigadier. En 1827 fou nomenat vocal de la Junta de l'Armada i d'octubre de 1832 a desembre de 1833 fou ministre de Marina, durant la darrera etapa del regnat de Ferran VII d'Espanya.
A la mort del rei fou nomenat comandant del Departament de Cadis i fou elegit diputat per Cadis a les Corts de 1834. En 1837 va acceptar ser ministre de Marina sota el govern d'Eusebio de Bardaxí y de Azara. En 1839 fou ascendit a tinent general i el 1843 fou governador interí de Cuba. En 1848 va ser nomenat director general interí de l'Armada. En 1852 va ser promogut a capità general de l'Armada.